# Норма (теорія груп)
Норма групи — це перетин нормалізаторів усіх її підгруп.

## Властивості
- Норма групи є її характеристичною підгрупою.
- Норма групи містить її центр.
- Норма групи міститься в другому елементі її верхнього центрального ряду.
- Норма є дедекіндовою групою.
- Якщо норма містить елемент нескінченного порядку, вона збігається з центром групи.